# 圣玛利亚堂 (比亚纳)

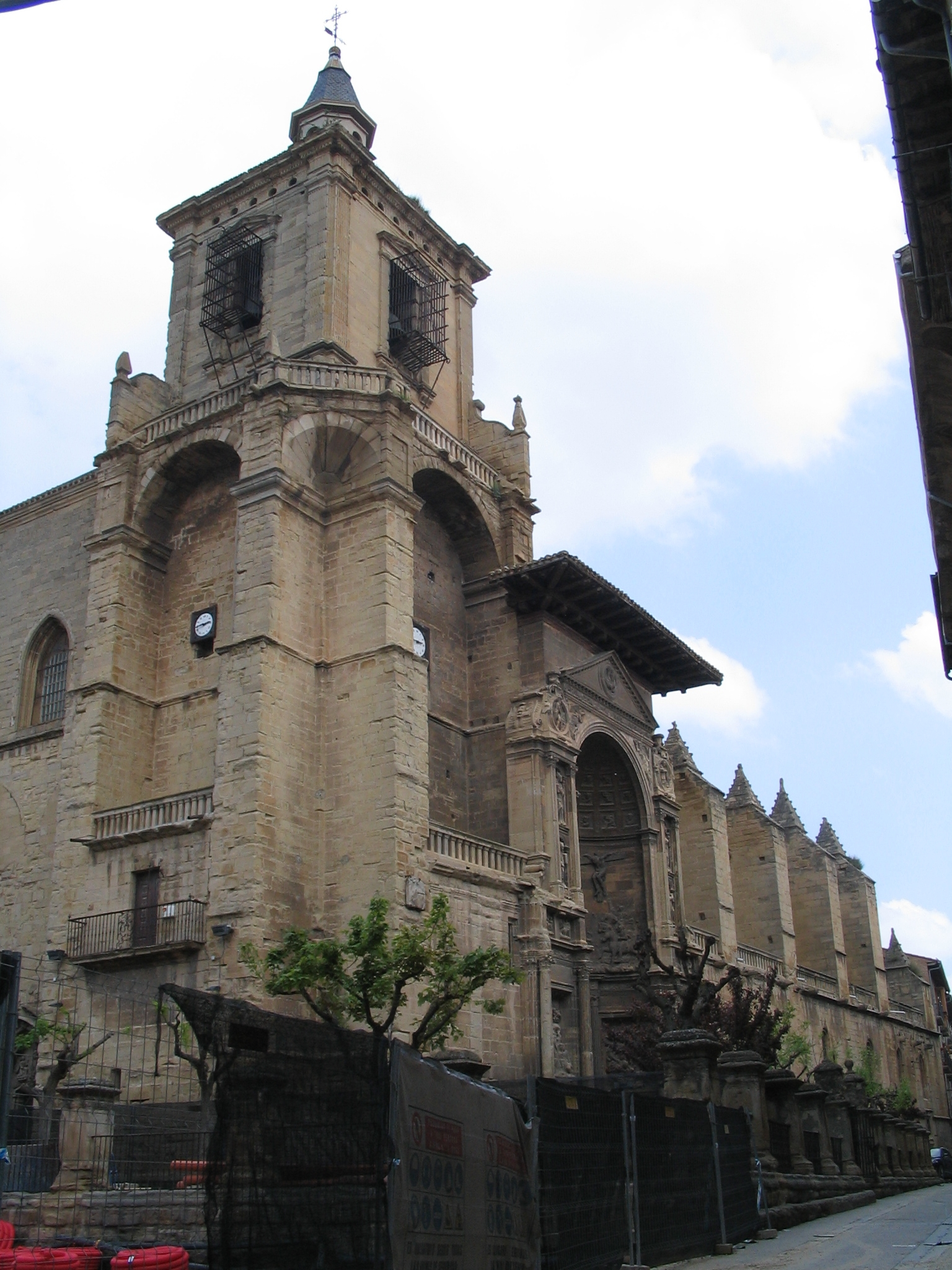
聖瑪利亞堂

圣玛利亚堂（西班牙语：Iglesia de Santa María）是一座罗马天主教教堂，哥特式建筑，位于西班牙纳瓦拉自治区比亚纳，建于1250年至1312年之间。堂内收藏有大量艺术品。
1931年6月3日，该堂列为历史艺术遗产。 

## 切萨雷·波吉亚墓

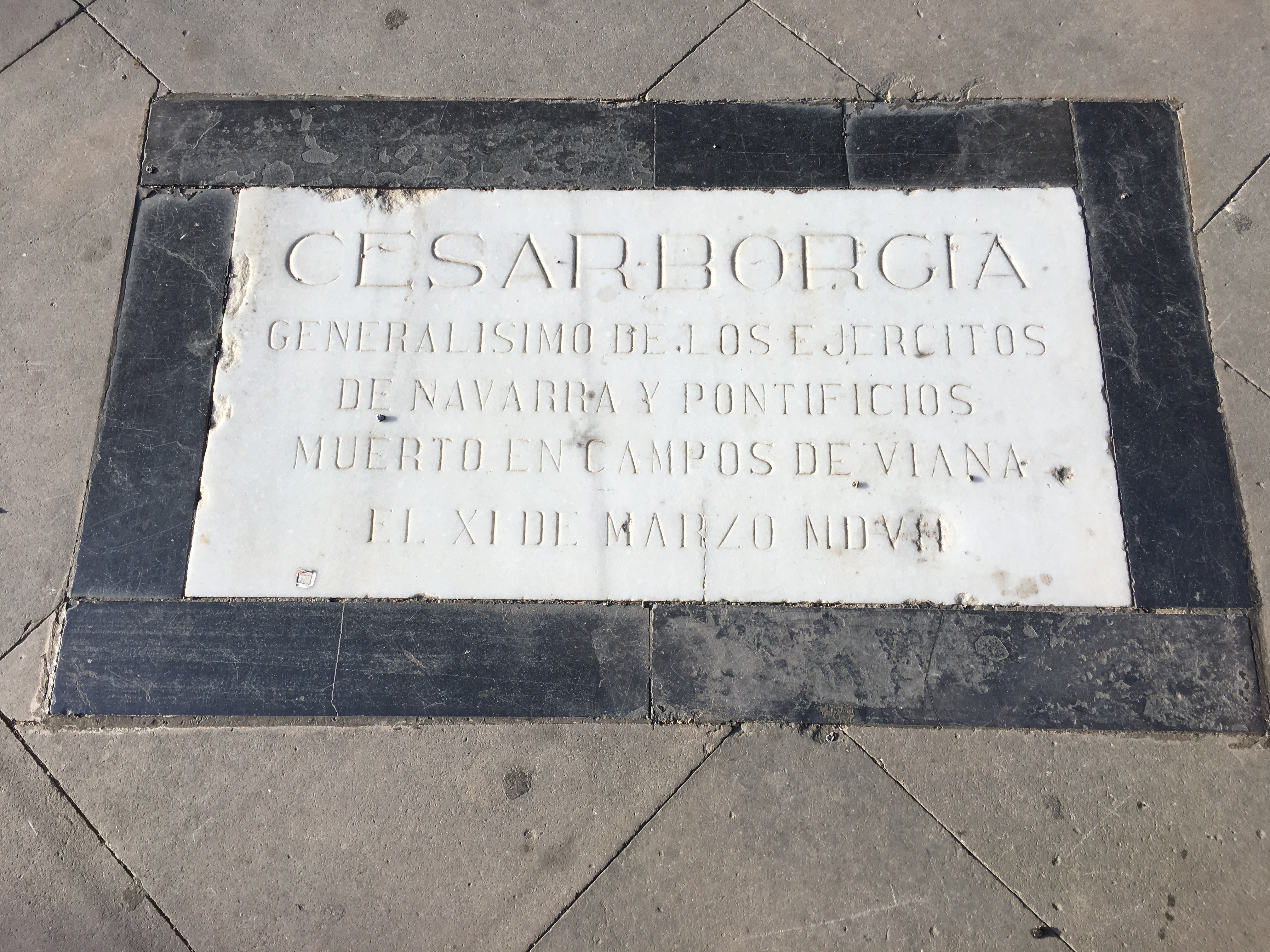
切萨雷·波吉亚墓的1953年铭文

该堂最显著的特点，是切萨雷·波吉亚的华丽的风格主义坟墓。1507年3月12日，他在比亚纳死于伏击。他的遗体埋葬在圣玛利亚堂。他的墓志铭写道：
| -{Aquí yace en poca tierra el que todo le temía el que la paz y la guerra en su mano la tenía. Oh tú que vas a buscar dignas cosas de loar: si tú loas lo más digno, aquí pare tu camino, no cures de más andar.}- | 虽然这里只有一小片土地 但是他是每个人都害怕的人， 和平与战争 都握在他的手中。 哦，你们前来寻找 值得赞美的东西， 如果你要赞美最值得赞美的 就在这里停下你的脚步 你不需要走得更远。 |

这座坟墓在圣玛利亚堂时间不长，因为在十六世纪中叶，卡拉奧拉主教认为将堕落者葬在教堂里很不恰当，因此有此机会，就要将其坟墓拆除，将波吉亚的遗骨埋到教堂前的街道上，被所有走过的行人和家畜踩踏。
1884年，他们找到了他们的遗骸，葬在教堂正门前的楼梯脚下。1945年，这些遗骸再次被挖掘出来，经分析后于1953年存放在教堂外的树下，在一块白色的大理石墓碑下，上面写着："纳瓦拉军队的切萨雷·波吉亚将军，以及3月11日在比亚纳被杀的教宗"。
在他死去500周年之际，有人请求潘普洛纳总主教将他的遗体转移到教堂内部，但遭到拒绝，理由是现在没有人葬在教堂内。于是，在推测他死去的地方安放了一个十字架。